# Myškinskij rajon
Il Myškinskij rajon (in russo Мышкинский район?) è un rajon dell'Oblast' di Jaroslavl', nella Russia europea; il capoluogo è Myškin. Istituito nel 1929, ricopre una superficie di 1.112 chilometri quadrati e nel 2010 ospitava una popolazione di circa 10.000 abitanti.